# Кипятка
Кипятка — река в районе Раменки города Москвы, правый приток Сетуни. Заключена в подземный коллектор.

## История
Считается, что название связано с быстротой течения реки, спускавшейся с крутого склона Воробьёвых гор. Происхождение названия от температуры воды менее вероятно. В документах упоминаются альтернативные названия Синичка (в XIX веке), Голенищевский овраг.
На берегах реки располагалось село Троицкое-Голенищево. В селе была улица Кипятка, пересекавшая реку по мосту недалеко от её устья. Впоследствии тот участок Сетуни, куда впадала Кипятка, был спрямлён, на месте Троице-Голенищевской старицы остались два озера.

## Современное описание
Сохранились две слабо выраженные ложбины весеннего стока на территории ботанического сада МГУ, ранее дававшие начало реке, которая затем по неглубокой ложбине, также заметной в настоящее время, пересекала перекрёсток нынешних Университетского и Мичуринского проспектов. В настоящее время на начальном участке река не существует. Ниже по течению сохранилась глубокая узкая долина, которую по насыпи пересекает Мосфильмовская улица. На этом участке река протекает в коллекторе. Современное устье Кипятки — на новом, спрямлённом участке Сетуни, недалеко от окончания улицы Довженко, у границы Московского городского гольф-клуба, под территорией которого река протекает в нижнем течении.
Долина Кипятки относится к природному заказнику (ООПТ) «Долина реки Сетунь». Выше Мосфильмовской улицы она озеленена (среди посаженных деревьев: ели обыкновенная и колючая, туя, сосна, берёза, липа, клён американский, ива ломкая, рябина). Вдоль кромки оврага проложены пешеходные дорожки. Ниже по течению сохранилась естественная растительность.